# Panchlora translucida
Panchlora translucida är en kackerlacksart som beskrevs av Kirby, W. F. 1903. Panchlora translucida ingår i släktet Panchlora och familjen jättekackerlackor. Inga underarter finns listade i Catalogue of Life.